# Raphaël, Nicolas et Irène de Mytilène
Pour les articles homonymes, voir Sainte Irène, Saint Nicolas et Saint Raphaël.
Raphaël, Nicolas et Irène de Mytilène sont des saints martyrs orthodoxes, redécouverts en 1959 et 1960 après être restés dans l'oubli plusieurs siècles. 
Ils sont fêtés le 9 avril et le mardi de Pâques.

## Histoire et tradition
Raphaël, prêtre et higoumène d'un monastère et Nicolas, moine de ce monastère, furent martyrisés par les Turcs entre le jeudi saint et le mardi de Pâques (9 avril 1463), avec une fillette de douze ans, Irène, la fille de Basile, le maire du village de Thérmi.
Les reliques de saint Raphaël ont été découvertes le 3 juillet 1959. On ne savait rien de lui ni de ses deux compagnons. Mais des rèves concordants ont été faits par des habitants du village. Ils en ont conclu que les saints voulaient leur révéler le lieu de leur sépulture, les supplices qu'ils ont endurés, la date de leur martyres, leur pays d'origine. Saint Raphaël serait originaire d'Ithaque (du village de Pérachorio), saint Nicolas de Thessalonique et sainte Irène de Thérmi, village voisin sur l'île de Mytilène. La découverte effective des sépultures aux lieux mêmes qui avaient été révélés en songe à plusieurs personnes a été considérée par l'Église comme une authentification de ces révélations.
Ces saints sont réputés accomplir des miracles dans le monde entier. Le monastère édifié à l'emplacement de leurs tombeaux, à Thérmi, est devenu un lieu de pèlerinage important, à quelques kilomètres au nord de la ville de Mytilène.